# 1964年新潟地震
38°24′N 139°12′E / 38.4°N 139.2°E

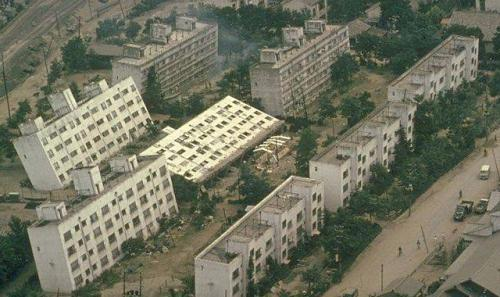
1964年新潟地震中因土壤液化傾倒的房屋

1964年新潟地震  是指1964年6月16日13時1分发生于日本的一场地震。该次地震震中位于新潟县近海，震级为M7.5级 (Mw7.6級)，震源深度约34千米，最大震度5。引發了海啸。出現了土壤液化现象等。

## 傷亡
- 死者26人[6][7]
- 傷者447人[8]